# ISA World Surfing Games 2021
Die ISA World Surfing Games 2021 fanden vom 29. Mai bis 6. Juni in El Salvador statt. Das Event war zugleich Teil der Olympiaqualifikation für die Spiele in Tokio.

## Medaillengewinner
| Disziplin   | Gold                                                                                      | Silber                                                                                   | Bronze                                                                                                |
| ----------- | ----------------------------------------------------------------------------------------- | ---------------------------------------------------------------------------------------- | --- |
| Männer      | Joan Duru                                                                                 | Kanoa Igarashi                                                                           | Jérémy Florès                                                                                         |
| Frauen      | Sally Fitzgibbons                                                                         | Yolanda Sequeira                                                                         | Teresa Bonvalot                                                                                       |
| Team Punkte | FrankreichMichel Bourez Joan Duru Jérémy Florès Pauline Ado Cannelle Bulard Vahiné Fierro | JapanKanoa Igarashi Shun Murakami Hiroto Ohhara Mahina Maeda Shino Matsuda Amuro Tsuzuki | PortugalMiguel Blanco Frederico Morais Vasco Ribeiro Teresa Bonvalot Carolina Mendes Yolanda Sequeira |